# 상동중학교 (경남)
상동중학교(上東中學校)는 경상남도 밀양시 상동면 금산리에 있었던 공립 중학교이다.

## 학교 연혁
- 1955년 6월 2일 : 상동중학교 설립인가(3학급)
- 1955년 9월 1일 : 상동중학교 개교
- 1958년 3월 31일 : 밀양중학교 상동분교로 개편
- 1967년 3월 1일 : 상동중학교로 독립인가
- 2013년 3월 1일 : 상동초등학교, 상동중학교 통합
- 2013년 3월 1일 : 제1대 이태우 통합 교장 취임(중학교 제26대)
- 2017년 2월 10일 : 제60회 졸업(졸업생 총수 7,580명)
- 2017년 3월 1일 : 제3대 신남철 통합 교장 취임(중학교 제28대)
- 2018년 2월 28일 : 폐교, 미리벌중학교로 통합[1], 63년만에 폐업

## 참고 자료
- 상동중학교 - 한국교육학술정보원 학교알리미